# Dina Miftachutdinova
Dina Miftachutdinova, född den 2 november 1973, är en ukrainsk roddare.
Hon tog OS-silver i scullerfyra i samband med de olympiska roddtävlingarna 1996 i Atlanta.